# Періодична система хімічних елементів
Періодична система хімічних елементів — класифікація хімічних елементів, що встановлює залежність різних властивостей елементів від заряду їхнього атомного ядра. Періодична система хімічних елементів є графічним виразом періодичного закону — який визначає, що властивості хімічних елементів, простих речовин, а також склад і властивості сполук, перебувають у періодичній залежності від значень зарядів ядер атомів. Її початковий варіант, що базувався на періодичній залежності властивостей хімічних елементів від значень атомних мас, розробили російський та німецький хіміки Д. І. Менделєєв та Лотар Маєр у 1869—1871 роках. За цю розробку у 1882 році обидва хіміки отримали Медаль Деві від Лондонського королівського товариства. Всього запропоновано кілька сотень варіантів зображення періодичної системи (аналітичні криві, таблиці, геометричні фігури і т. ін.). У сучасному варіанті системи передбачається зведення елементів в двовимірну таблицю, в якій кожен стовпець (група) визначає основні фізико-хімічні властивості, а рядки є періоди, певною мірою подібні один одному.

## Графічне представлення
| Група  | 1       | 2       | 3     | 4      | 5      | 6      | 7      | 8      | 9      | 10     | 11     | 12     | 13     | 14     | 15     | 16     | 17     | 18     |
|        | I       | II      |       |        |        |        |        |        |        |        |        |        | III    | IV     | V      | VI     | VII    | VIII   |
| Період |         |         |       |        |        |        |        |        |        |        |        |        |        |        |        |        |        |        |
| 1      | 1 H     |         |       |        |        |        |        |        |        |        |        |        |        |        |        |        |        | 2 He   |
| 2      | 3 Li    | 4 Be    |       |        |        |        |        |        |        |        |        |        | 5 B    | 6 C    | 7 N    | 8 O    | 9 F    | 10 Ne  |
| 3      | 11 Na   | 12 Mg   |       |        |        |        |        |        |        |        |        |        | 13 Al  | 14 Si  | 15 P   | 16 S   | 17 Cl  | 18 Ar  |
| 4      | 19 K    | 20 Ca   | 21 Sc | 22 Ti  | 23 V   | 24 Cr  | 25 Mn  | 26 Fe  | 27 Co  | 28 Ni  | 29 Cu  | 30 Zn  | 31 Ga  | 32 Ge  | 33 As  | 34 Se  | 35 Br  | 36 Kr  |
| 5      | 37 Rb   | 38 Sr   | 39 Y  | 40 Zr  | 41 Nb  | 42 Mo  | 43 Tc  | 44 Ru  | 45 Rh  | 46 Pd  | 47 Ag  | 48 Cd  | 49 In  | 50 Sn  | 51 Sb  | 52 Te  | 53 I   | 54 Xe  |
| 6      | 55 Cs   | 56 Ba   | *     | 72 Hf  | 73 Ta  | 74 W   | 75 Re  | 76 Os  | 77 Ir  | 78 Pt  | 79 Au  | 80 Hg  | 81 Tl  | 82 Pb  | 83 Bi  | 84 Po  | 85 At  | 86 Rn  |
| 7      | 87 Fr   | 88 Ra   | **    | 104 Rf | 105 Db | 106 Sg | 107 Bh | 108 Hs | 109 Mt | 110 Ds | 111 Rg | 112 Cn | 113 Nh | 114 Fl | 115 Mc | 116 Lv | 117 Ts | 118 Og |
| 8      | 119 Uue | 120 Ubn | ***   |        |        |        |        |        |        |        |        |        |        |        |        |        |        |        |

| Лантаноїди     | *   | 57 La   | 58 Ce   | 59 Pr   | 60 Nd   | 61 Pm   | 62 Sm   | 63 Eu | 64 Gd | 65 Tb | 66 Dy | 67 Ho | 68 Er  | 69 Tm  | 70 Yb  | 71 Lu  |  |
| Актиноїди      | **  | 89 Ac   | 90 Th   | 91 Pa   | 92 U    | 93 Np   | 94 Pu   | 95 Am | 96 Cm | 97 Bk | 98 Cf | 99 Es | 100 Fm | 101 Md | 102 No | 103 Lr |  |
| Суперактиноїди | *** | 121 Ubu | 122 Ubb | 123 Ubt | 124 Ubq | 125 Ubp | 126 Ubh |       |       |       |       |       |        |        |        |        |  |

|  | Лужні метали | Лужноземельні метали                     | Лантаноїди | Актиноїди    | Суперактиноїди | Перехідні метали |
|  | Метали       | Напівметали (напівпровідники, металоїди) | Галогени   | Інертні гази | Неметали       |                  |

## Загальна характеристика
Впорядковане за зростанням атомного номера розташування елементів у вигляді таблиці. У комірках періодичної таблиці розміщено інформацію, яка включає символ елемента та атомний номер, крім того там може бути назва елемента національною мовою та атомна маса ізотопів елемента. Порядковий номер елемента при тому відповідає позитивному зарядові атомного ядра, а номер періоду відповідає максимальному головному квантовому числу n. Ряд елементів, які відповідають однаковому максимальному головному квантовому числу n, становлять період.
Такі горизонтальні ряди, розташовані певним чином один під одним, утворюють вертикальні стовпці елементів, що називаються групами, в яких хімічні і фізичні властивості елементів змінюються по вертикалі закономірно. Запропоновані різні формальні представлення періодичної системи елементів, але найпопулярнішим є зображення у вигляді таблиць, яких є три — коротка, довга та дуже довга.
У періодичної таблиці елементів, що представлена у короткому вигляді, довгі періоди розділені на два горизонтальних ряди. Короткі періоди і розділені періоди розташовані один під одним. Вертикальні стовпці становлять групи. Кожна група має дві підгрупи — головну та побічну, а номер групи збігається з кількістю електронів на зовнішньому електронному шарі в атомах елементів перших двох періодів. Елементи головної групи мають однакову кількість валентних електронів і подібні хімічні властивості, які закономірно
посилюються чи послаблюються згори вниз у межах групи.
У періодичної таблиці елементів, що називають довгою, періоди безрозривно розташовуються один під одним, утворюючи вертикальні групи, яких налічується 18. Кожна група характеризується однаковим числом електронів на верхніх заповнюваних орбіталях. У кожній такій групі хімічні і фізичні властивості елементів змінюються закономірно по вертикалі. Групи утворюють блоки (s, p, d, f), які відповідають заповненню
верхніх s, p, d, f-електронних орбіталей.

## Сучасне формулювання періодичного закону
Сучасне формулювання періодичного закону звучить так: властивості елементів перебувають у періодичній залежності від заряду їхніх атомних ядер.
Заряд ядра Z дорівнює атомному (порядковому) номеру елемента в системі. Елементи, розташовані за зростанням Z (H, He, Li…) утворюють 7 періодів. Період — сукупність елементів, що починається лужним металом та закінчується благородним газом (особливий випадок — перший період, що складається з двох неметалічних елементів — Н та Не). У 2-у і 3-у періодах — по 8 елементів, у 4-у і 5-у — по 18, у 6-у і 7-у — 32. Вертикальні стовпці — групи елементів з подібними хімічними властивостями. Всередині груп властивості елементів також змінюються закономірно (наприклад, у лужних металів від Li до Fr зростає хімічна активність). Елементи Z = 58-71 та Z = 90-103, особливо схожі за властивостями, утворюють два сімейства — лантаноїдів та актиноїдів. Періодичність властивостей елементів зумовлена періодичним повторенням конфігурації зовнішніх електронних оболонок атомів.

## Історія відкриття
Перший перелік хімічних елементів склав в 1789 р. французький хімік Лавуазьє. До цього списку увійшли 25 відомих на той час елементів. Першу таблицю відносних атомних мас п'яти хімічних елементів (кисень, азот, вуглець, сірка і фосфор) склав англійський учений Дальтон в 1803 р.

### Тріади Деберайнера
До середини XIX століття було відкрито 63 хімічні елементи, і спроби знайти закономірності в цьому наборі робилися неодноразово. 1829 року Йоганн Деберайнер опублікував знайдений ним «закон тріад»: атомна маса багатьох елементів близька до середнього арифметичного двох інших елементів, близького до початкового за хімічними властивостями (стронцій, кальцій і барій; хлор, бром і йод тощо).
| Елемент | Атомна маса | Густина  | Елемент | Атомна маса | Густина    |
| ------- | ----------- | -------- | ------- | ----------- | ---------- |
| Cl      | 35,5        | 1,56 г/л | Ca      | 40,1        | 1,55 г/см3 |
| Br      | 79,9        | 3,12 г/л | Sr      | 87,6        | 2,6 г/см3  |
| I       | 126,9       | 4,95 г/л | Ba      | 137         | 3,5 г/см3  |

Таким чином йому вдалося впорядкувати 30 із 63 відомих на той час елементів. Вертикальні тріади: лужні метали — Літій, Натрій, Калій; лужноземельні метали — Кальцій, Стронцій, Барій; солетворні елементи — Хлор, Бром, Йод; та кислотворні — Сульфур, Селен, Телур. Водень, Оксиген, Азот та Карбон розглядалися ним як ізольовані елементи. Елементи платинової групи було згруповано у дві тріади: Платина, Іридій, Осмій та Паладій, Родій, Плюран. Існування Плюрану було пізніше заперечено. Таким чином Деберайнер закладає ґрунтовну ознаку для відкриття періодичного закону — вплив на закономірність атомної маси.
Роботи Деберайнера по систематизації елементів спочатку не привернули до себе уваги. У 1840 Леопольд Гмелін, розширивши список елементів, показав, що характер їх класифікації за властивостями набагато складніший, ніж поділ на тріади. Проте закон тріад Деберайнера підготував ґрунт для систематизації елементів, що пізніше завершилася створенням Періодичного закону.

### Земна модельШанкуртуа
Як хімік Шанкуртуа відомий тим, що у 1862 запропонував систематизацію хімічних елементів, основану на закономірній зміні атомних мас — т. зв. «Земну спіраль» (фр. vis tellurique) або «циліндр Бегуйе». Запропонована ним система базувалася на визначених у 1858 році італійським хіміком Станіслао Канніццаро правильних масах хімічних елементів. Систематизація Шанкуртуа являла собою розвиток подібних диференціальних систем Жана Дюма і Макса фон Петтенкофера, які намагалися знайти у елементів співвідношення, подібні тим, що виявляються в гомологічних рядах органічних сполук, і відзначили, що атомні ваги деяких елементів відрізняються один від одного на величину, кратну восьми.
Шанкуртуа наніс на бічну поверхню циліндра, розмічену на 16 частин, лінію під кутом 45°, на якій помістив точки, що відповідають атомним масам елементів. Таким чином, елементи, атомні маси яких відрізнялися на 16, або на число кратне 16, розташовувалися на одній вертикальній лінії. При цьому точки, що відповідають подібним за властивостями елементам часто виявляються на одній вертикальній лінії.
Систематизація Шанкуртуа стала істотним кроком уперед у порівнянні з наявними тоді системами, проте його робота спочатку залишилася практично непоміченою; інтерес до неї виник тільки після відкриття періодичного закону. Шанкуртуа був одним з перших учених, які відзначили періодичність властивостей елементів; його гвинтовий графік дійсно фіксує закономірні відносини між атомними масами елементів.

### Закон Октав
У 1864 р. свій варіант періодичної системи запропонував хімік і музикант Джон Ньюлендс. За запропонованим ним правилом «Всі елементи при впорядкуванні їх за атомною масою повторюють хімічні властивості періодично у кожній восьмій позиції». Тому він називає цю періодичну зміну Законом Октав. За часів Ньюлендса інертні гази не були відомими.

### Дмитро Менделєєв та Лотар Маєр

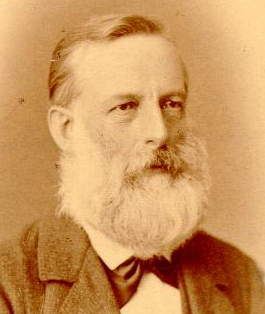
Лотар Юліус Маєр

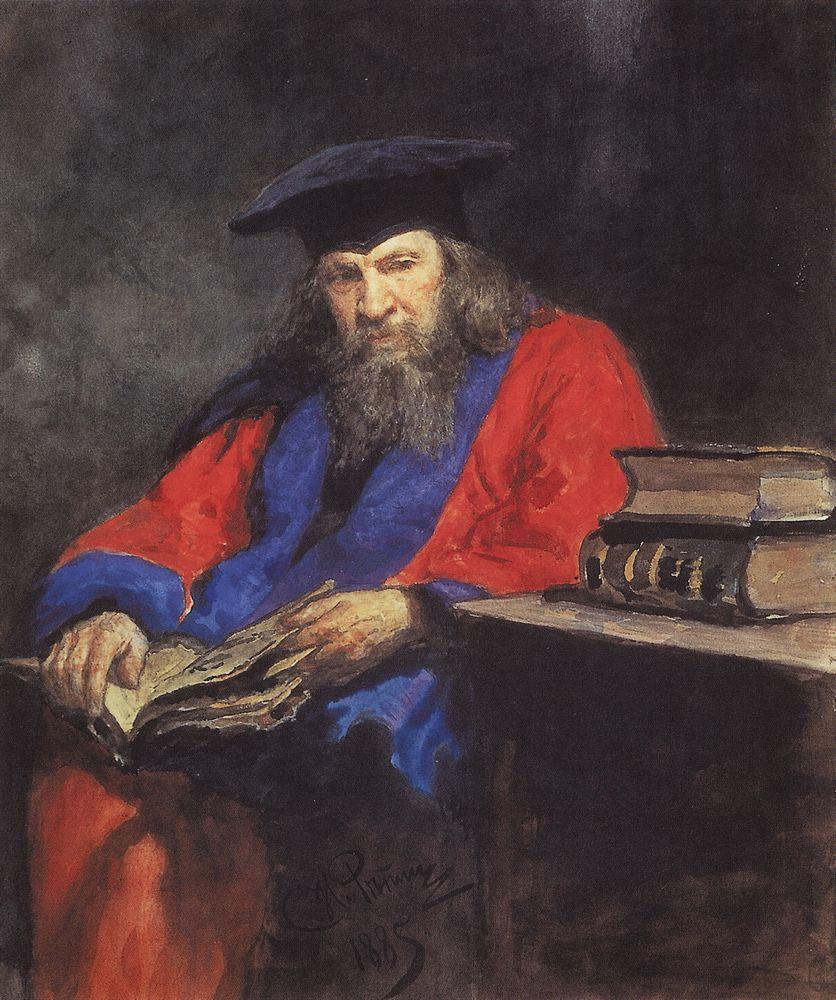
Д. І. Менделєєв

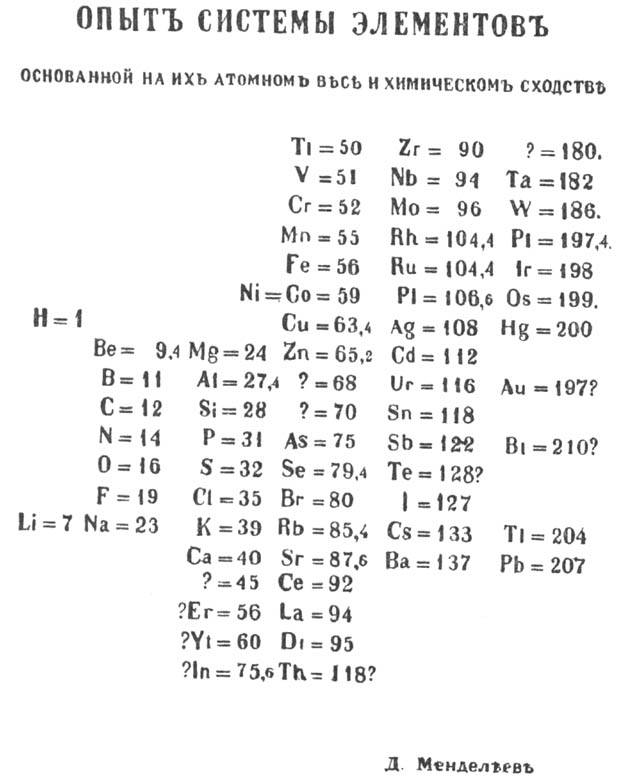
Оригінальний вигляд періодичної системи елементів за Менделеєвим, 1869 рік

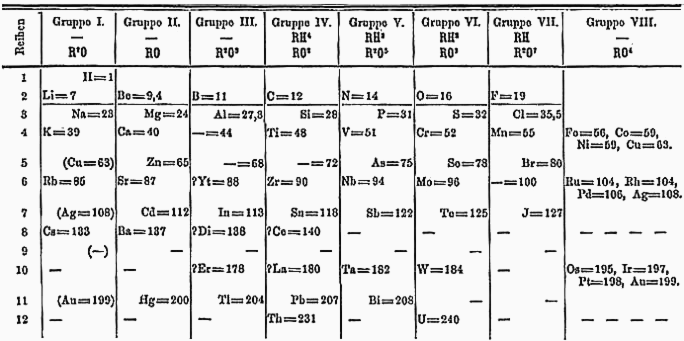
Коротка форма, 1871 рік

У цьому ж десятилітті з'явилося ще кілька спроб систематизації хімічних елементів; ближче всього до остаточного варіанту у 1864 підійшов Лотар Юліус Маєр (1830—1895). У своїй книзі «Сучасні теорії хімії та їх значення для хімічної статики» (нім. "Die modernen Theorien der Chemie und ihre Bedeutung für die chemische Statik") він впорядковує відомі на той час елементи за значеннями їх відносної атомної маси у таблицю. У наступному виданні книги 1870 року з'являється вдосконалена таблиця періодичної системи елементів.
Менделєєв опублікував свою першу схему періодичної таблиці у 1869 р. у статті «Співвідношення властивостей з атомною вагою елементів» (у журналі Російського хімічного товариства); ще раніше (лютий 1869 р.) наукове повідомлення про відкриття було ним розіслано провідним хімікам світу.
Написавши на картках основні властивості кожного елемента (їх у той час було відомо 63, з яких один — Дідим (Di) — виявився згодом сумішшю двох знову відкритих елементів празеодиму та неодиму), Менделєєв почав багаторазово переставляти ці картки, складати з них ряди схожих за властивостями елементів, зіставляти ряди один з іншим. Підсумком роботи став відправлений у 1869 році до наукових установ Росії та інших країн перший варіант системи («Досвід системи елементів, заснованої на їхній атомній вазі і хімічній подібності»), у якому елементи були розставлені у дев'ятнадцятьох горизонтальних рядах (рядах подібних елементів, які стали прообразами груп сучасної системи) та у шістьох вертикальних стовпцях (прообразів майбутніх періодів). 1870 року Менделєєв у «Основах хімії» публікує другий варіант системи («Природну систему елементів»), котра має звичніший для нас вигляд: горизонтальні стовпці елементів-аналогів перетворилися у вісім вертикально розташованих груп; шість вертикальних стовпців першого варіанту перетворилися у періоди, що розпочиналися лужним металом і закінчувалися галогеном. Кожен період був розбитий на два ряди; елементи різних рядів, що увійшли до групи, утворили підгрупи.
Сутність відкриття Менделєєва полягала у тому, що зі зростанням атомної маси хімічних елементів їхні властивості змінюються не монотонно, а періодично. Після певної кількості різних за властивостями елементів, розташованих за зростанням атомної ваги, властивості починають повторюватися. Наприклад, натрій схожий на калій, фтор схожий на хлор, а золото схоже на срібло і мідь. Зрозуміло, властивості не повторюються в точності, до них додаються і зміни. Відмінністю роботи Менделєєва від робіт його попередників було те, що основ для класифікації елементів у Менделєєва була не одна, а дві — атомна маса і хімічна схожість. Для того, щоб періодичність повністю дотримувалася, Менделєєв зробив дуже сміливі кроки: він виправив атомні маси деяких елементів (наприклад, берилію, індію, урану, торію, церію, титану, ітрію), кілька елементів розмістив у своїй системі всупереч прийнятим у той час уявленням про їх схожість з іншими (наприклад, талій, що вважався лужним металом, він помістив у третю групу згідно з його фактичною максимальною валентністю), залишив у таблиці порожні клітини, де повинні були розміститися поки не відкриті елементи. 1871 року на основі цих робіт Менделєєв сформулював періодичний закон, формулювання якого з часом було уточнене та змінене.
Наукова достовірність періодичного закону отримала підтвердження дуже скоро: у 1875–1886 роках були відкриті галій (екаалюміній), скандій (екабор) і германій (екасіліцій), для яких Менделєєв, користуючись періодичною системою, передбачив не тільки можливість їх існування, але й, з разючою точністю, цілий ряд фізичних і хімічних властивостей.
У 1882 Лондонське королівське товариство присудило золоті медалі Деві з формулюванням «За відкриття періодичних співвідношень атомних ваг» спільно Менделєєву і Маєру.

### Генрі Мозлі
У 1913 році Генрі Мозлі (H.G.J. Moseley) встановив залежність частоти та довжини хвилі серій характеристичного рентгенівського випромінювання від атомного номера хімічного елемента (Закон Мозлі). Цим законом підтверджено та відкориговано порядок розташування елементів у Періодичній системі елементів та передбачено достеменно невідомі на той час елементи, наприклад, елементи з номерами 43 та 61. Таким чином, на основі своїх дослідів Мозлі розташовував Аргон (Z=18) перед Калієм (Z=19), хоча Аргон має більшу атомну масу, ніж Калій. Це добре співвідносилося з хімічними властивостями цих елементів. Подібним чином Мозлі також розташовував у Періодичній системі елементів Кобальт перед Нікелем і пояснив, чому Телур має займати місце перед Йодом при меншій атомній масі Йоду.

### Концепція актиноїдів Ґленна Теодора Сіборґа
Американський фізик Ґленн Теодор Сіборґ у 1942 році входив до команди Мангеттенського проєкту під керівництвом італійського фізика Енріко Фермі. Він відповідав за ізоляцію плутонію, який він синтезував і схарактеризував в лютому 1941 року, з уранової матриці, де він утворювався в результаті ядерної реакції. Саме під час цієї роботи Сіборґ вивчив хімію цих елементів. Він визначив і їхнє положення в періодичній таблиці. Доти Уран був поміщений у групі під Вольфрамом, а Плутоній під Осмієм, що не відображало їхніх властивостей.
У 1944 році йому вдалося синтезувати та схарактеризувати Америцій і Кюрій (елементи 95 і 96), що дозволило формалізувати поняття актиноїдів, тобто нової серії хімічних елементів зі спеціальними властивостями, сформованої з елементів від 89 до 103 і розташованої нижче від лантаноїдів у періодичній таблиці елементів. Сіборґ також припустив існування суперактиноїдів, серію елементів з номерами від 121 по 153, розташованих під актиноїдами.
Отже, таблиця періодичної системи елементів, що використовується зараз, перероблена Ґленном Теодором Сіборґом в 1945 р.

## Сучасне формулювання Періодичного закону
На початку XX століття з відкриттям будови атома було встановлено, що періодичність зміни властивостей елементів визначається не атомною масою, а зарядом ядра, що дорівнює атомному номеру і числу електронів, розподіл яких за електронними оболонками визначає його хімічні властивості.
Подальший розвиток періодичної системи пов'язаний із заповненням порожніх клітин таблиці Періодичної системи елементів, у якій поміщалися все нові й нові елементи: благородні гази, природні і штучно отримані радіоактивні елементи. У 2010 з синтезом 117 елементу, сьомий період періодичної системи був завершений, проте проблема нижньої межі таблиці Періодичної системи елементів у світлі передбачень Сіборґа залишається однією з найважливіших у сучасній теоретичній хімії. Хоча ядра атомів нових елементів, що їх поволі продовжують синтезувати фізики, стають все менш стабільними, не виключена поява серед елементів із більшим атомним номером стійких магічних ядер.

## Форми Періодичної системи елементів
Найпоширенішими з усіх є 3 форми таблиці Періодичної системи елементів: «коротка» (короткоперіодна), «довга» (довгоперіодна) і «наддовга». У «наддовгому» варіанті кожен період займає рівно один рядок. У «довгому» варіанті лантаноїди та актиноїди винесені із загальної таблиці, роблячи її компактнішою. У «короткій» формі запису, на додаток до цього, четвертий і наступні періоди займають по 2 рядки; символи елементів головних і побічних підгруп вирівнюються щодо різних країв клітин.
Нижче наведено довгий варіант, затверджений Міжнародним союзом теоретичної і прикладної хімії (IUPAC) як основний.

## Періодичність властивостей елементів

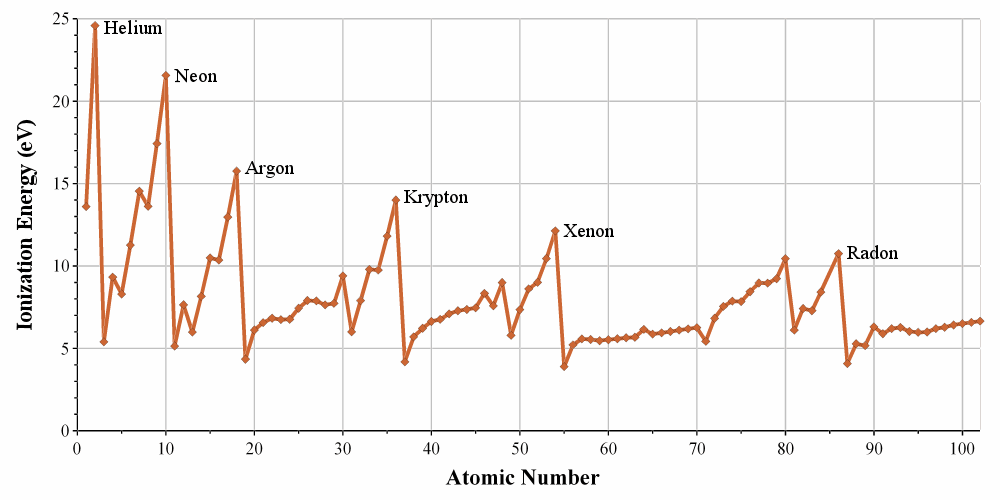
Періодичність енергії іонізації: кожний період починається з мінімуму енергії для лужного металу і завершується максимумом енергії іонізації інертного газу.

Деякі властивості окремих елементів чи їхніх груп можна передбачити за їхнім місцем у періодичній системі:
- Маса — збільшується зверху до низу і зліва направо (Винятки: Ar перед K, Te перед I, Co перед Ni, Th перед Pa)
- Атомний радіус — збільшується зверху до низу і зменшується зліва направо (в елементах головних груп)
- Електронегативність — зменшується зверху до низу і збільшується зліва направо (виняток Інертні гази)
- Енергія іонізації — зменшується зверху до низу і збільшується зліва направо
- Металевий характер елемента — збільшується зверху до низу і зменшується зліва направо
- Основність оксидів — зростає зверху до низу і зменшується зліва направо

Елемент № 82 (Свинець) є останнім елементом, у якого існують стабільні нерадіоактивні ізотопи. Усі ізотопи елементів з порядковими номерами 83 і більше є радіоактивні і нестабільні. При цьому Бісмут (№ 83) перебуває на межі і має ізотопи з дуже довгим періодом напіврозпаду. Проте між 1 та 82 елементами відомі два винятки: № 43 (Технецій) та 61 (Прометій). Отже, залишається лише 80 природних стабільних елементів. З радіоактивних елементів у відносно великих кількостях в природі зустрічаються Бісмут, Торій та Уран, оскільки мають період напіврозпаду великої тривалості. Інші радіоактивні (за виключенням одного ізотопу Плутонію) елементи є лише продуктами радіоактивного розпаду Урану чи Торію. Елементи з порядковим номером понад 94 можна добути (синтезувати при ядерній реакції) лише штучно.

## Структура періодичної системи
На основі періодичності властивостей у періодичній системі елементи формують у групи, періоди або блоки.

### Групи
Група — один із стовпців періодичної таблиці. Для груп, зазвичай, характерними є краще виражені періодичні тенденції, ніж для періодів чи блоків. Сучасні квантово-механічні теорії структури атома пояснюють групову спільність тим, що елементи в межах однієї групи зазвичай мають однакові електронні конфігурації на своїх валентних оболонках. Відповідно, елементи, які належать до однієї і тієї ж групи, традиційно мають схожі хімічні властивості і демонструють явну закономірність у зміні властивостей у міру збільшення атомного номера. Втім, у деяких областях таблиці, наприклад — в d-блоці та f-блоці, схожості по горизонталі можуть бути настільки ж важливими або навіть більшою мірою виражені, ніж вертикальні.
Згідно з міжнародною системою присвоєння назв групам даються номери від 1 до 18 у напрямі зліва направо — від лужних металів до благородних (інертних) газів. Раніше для їх ідентифікації використовувались римські числа. В американській практиці після римського числа ставилась також літера A (якщо група розташовується в s-блоці чи p-блоці) або B (якщо група перебуває в d-блоці). Ці ідентифікатори перебувають відповідно до сучасних числових позначень — наприклад, елементам групи 4 відповідає позначення IVB, а тим, що тепер знані як група 14 — IVA. Схожа система використовувалась і в Європі, за тим винятком, що літера А стосувалась груп до десятої, а В — до решти груп з десятої і вище. Групи 8, 9 та 10, крім того, часто розглядались як одна потрійна група з ідентифікатором VIII. 1988 року вступила в дію нова система нотації IUPAC, а попередні іменування груп вийшли з ужитку.
Деяким з цих груп було присвоєно тривіальні, несистематичні назви (наприклад, «лужноземельні метали», «галогени» тощо). Групи з третьої до чотирнадцятої, включно, таких імен не мають, і їх ідентифікують або за номером, або за назвою першого представника («титанова», «кобальтовая» і т. д.), оскільки вони демонструють меншою мірою ступінь схожості між собою чи відповідність вертикальним закономірностям.
Елементи, що належать до однієї групи, зазвичай, демонструють певні тенденції по атомному радіусу, енергії іонізації та електронегативності. За напрямом згори донизу в рамках групи радіус атома зростає (чим більше у нього заповнених енергетичних рівнів, тим далі від ядра розташовуються валентні електрони), а енергія іонізації зменшується (зв'язки в атомі слабшають, а, значить, вилучити електрон стає простіше), як і електронегативність (що, у свою чергу, також обумовлене зростанням відстані між валентними електронами і ядром). Трапляються, між іншим, і виключення з цих закономірностей — наприклад, в групі 11 за напрямом згори донизу електронегативність зростає.

### Періоди

Блокова діаграма періодичної таблиці

Період відповідає рядку періодичної таблиці. Хоча для груп, як вказувалось вище, характерними є суттєвіші тенденції і закономірності, є також області, де горизонтальний напрям є значимішим і показовішим, ніж вертикальний — наприклад, це стосується f-блоку, де лантаноїди і актиноїди утворюють дві важливі горизонтальні послідовності елементів.
В рамках періоду елементи демонструють певні закономірності у всіх трьох згаданих вище аспектах (атомний радіус, енергія іонізації та електронегативність), а також у спорідненості до електрона. У напрямі зліва направо атомний радіус зазвичай скорочується (в силу того, що у кожного наступного елемента зростає кількість заряджених часток, і електрони притягуються ближче до ядра), і паралельно з ним зростає енергія іонізації (чим сильніший зв'язок в атомі, тим більше енергії потрібно на вилучення електрона). Відповідним чином зростає і електронегативність. Що стосується енергії спорідненості до електрона, то метали у лівій частині таблиці характеризуються меншим значенням цього показника, а неметали в правій, відповідно, більшим — за виключенням благородних газів.

### Блоки
У зв'язку з важливістю зовнішньої електронної оболонки атома різні області періодичної таблиці іноді описуються як блоки, що отримують назви відповідно до того, на якій оболонці перебуває останній електрон. S-блок містить перші дві групи (лужні і лужноземельні метали), а також водень і гелій; p-блок складається з останніх шести груп (з 13 до 18 за стандартом іменування IUPAC, або з IIIA до VIIIA за американською системою) і включає, окрім інших елементів, усі Напівметали (металоїди). D-блок — це групи з 3 до 12 (IUPAC), вони ж — з IIIB до IIB за американською системою, у які входять всі перехідні метали. F-блок, що виноситься зазвичай за межі таблиці, складається з лантаноїдів та актиноїдів.

## Значення періодичної системи
Періодична система стала важливою віхою у розвитку атомно-молекулярного вчення. Завдяки їй склалося сучасне поняття про хімічний елемент, були уточнені уявлення щодо простих речовин і сполук.
Розроблена у XIX ст. у рамках науки хімії, періодична таблиця виявилася готовою систематизацією типів атомів для нових розділів фізики, що отримали розвиток на початку XX ст. — фізики атома та фізики ядра. Під час досліджень атома методами фізики було встановлено, що порядковий номер елемента у періодичній таблиці (атомний номер) є мірою електричного заряду атомного ядра цього елемента, номер горизонтального ряду (періоду) у таблиці визначає кількість (частково) заповнених електронних оболонок атома, а номер вертикального ряду — квантову структуру зовнішньої оболонки, завдяки чому елементи цього ряду і зобов'язані подібністю своїх хімічних властивостей.
Поява періодичної системи відкрила нову наукову еру в історії хімії та ряді суміжних наук — замість розрізнених відомостей про елементи та сполуки з'явилася струнка система, на основі якої стало можливим узагальнювати, робити висновки, передбачати.